# Brique de terre compressée
 (10 août 2020).
Améliorez-le ou discutez des points à vérifier. 
Pour les articles homonymes, voir BTC.

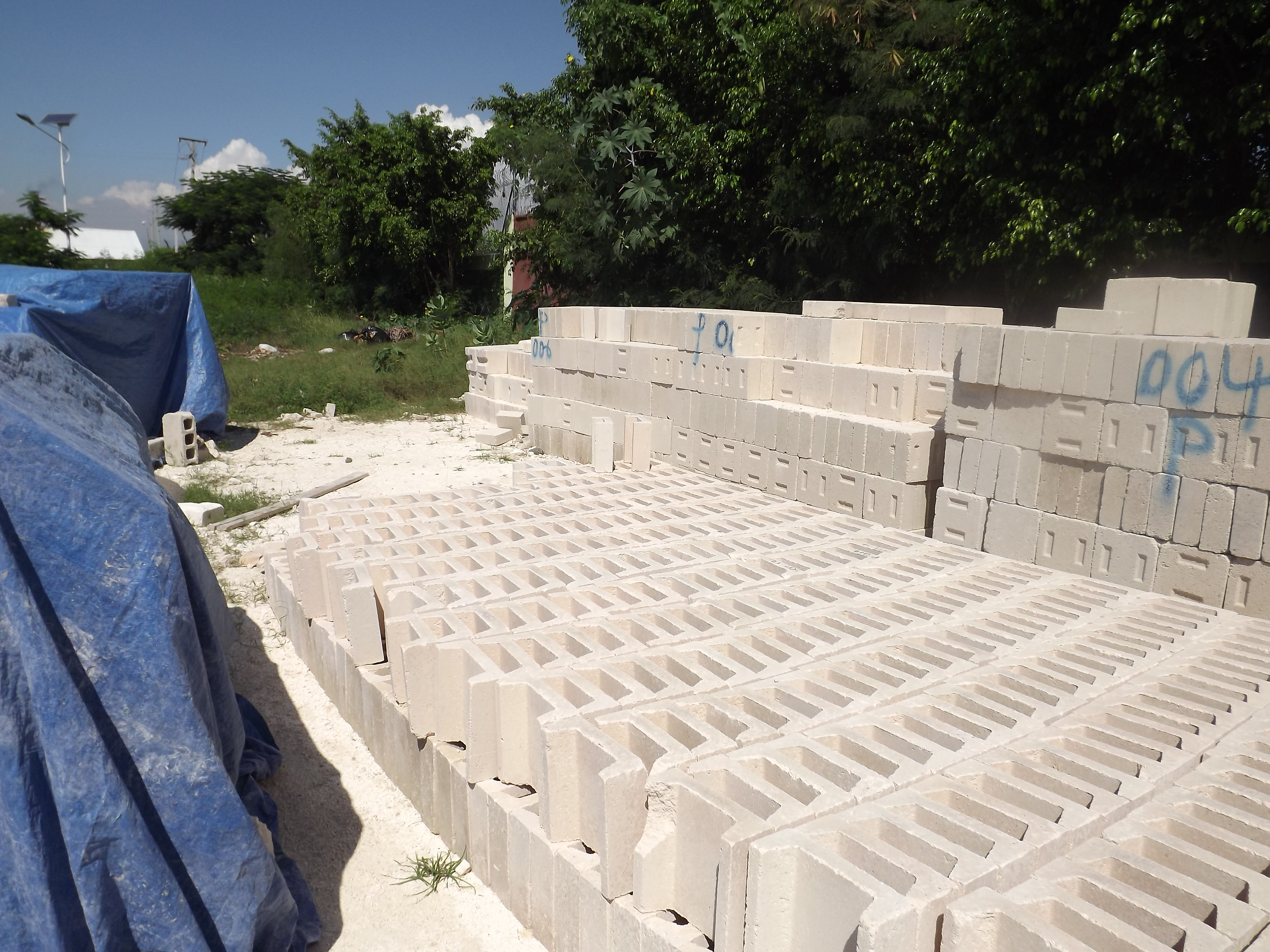
Production de briques de terre comprimée à Port au Prince (2010).

Les briques de terre comprimée, souvent dénommées BTC (appelées aussi blocs de terre compressée ou briques de terre crue), sont de la terre tamisée (0,5 à 0,8 mm au tamis) très légèrement humide qui est fortement comprimée à l'aide d’une presse. Une fois pressées, elles sont stockées et mises à sécher en phase humide, sous bâche, durant une à trois semaines. Passé ce délai, elles peuvent être mises en œuvre.

## Production
Les blocs de terre comprimée sont produits par la compression de terre crue dans une presse mécanique. La terre est compressée entre deux plateaux qui se rapprochent lentement. Cette compression permet de soustraire l'air dans le bloc afin de l'imperméabiliser et d'augmenter sa résistance.
Selon l'universitaire algérienne Ouahiba Mostefaï, la brique de terre compressée consomme moins d’énergie que le béton armé et est dérivée de l’adobe, l’un des premiers matériaux utilisés par l’être humain[réf. nécessaire].
Fabriquée à partir de terre argileuse tamisée, comprimée alors qu’elle est encore humide puis démoulée, elle sèche naturellement au soleil. Présente sur les cinq continents, elle coûte peu et son bilan énergétique est excellent. Le retour à ce patrimoine permet sa préservation et des économies d’énergie car il offre une très faible déperdition thermique.
Il est possible d'ajouter à la terre des additifs (de l'ordre de 10 % en volume) tels que du ciment ou de la chaux afin de la stabiliser, principalement en vue de son transport. En règle générale, on utilise l'argile du sol qui se trouve à environ 50 cm au-dessous de sa surface, suivant les endroits.
Le bilan énergétique ou bilan carbone de cette brique est particulièrement favorable lorsqu'elle est fabriquée sur le lieu même de la construction. Des dimensions appropriées (brique de 30 × 14,5 × 7 cm) permettent de monter des murs conventionnels sur deux étages.
Des presses alliant moteur et hydraulique permettent de proposer des briques tout à fait concurrentielles avec le parpaing ou la brique cuite. La presse à brique CINVA RAM a été mise au point en Colombie en 1956 par l’ingénieur Raúl Ramírez.

## Usage
La construction doit recevoir une bonne protection du ravinement par la pluie, grâce à un enduit adéquat (chaux-sable-plâtre), par de bonnes avancées de toitures et en évitant de mettre au sol un matériau favorisant le rejaillissement de la pluie sur les façades.
Ces briques sont dotées des caractéristiques suivantes :
- correctif d'isolant thermique
- une grande inertie dans l'échange de chaleur
- un très bon régulateur hygrométrique.
- c'est un matériau à changement de phase (dit « MCP »)
- les briques sont, par leur composition, bactéricides
- un excellent isolant phonique
- une densité allant de 1,7 à 2 t/m3
- matériaux sain et écologique
- favorisant le développement durable et la cohésion sociale

Les BTC peuvent être utilisées comme murs porteurs, murs trombes, cloisons, cloisons d'agencement, voûtes, voûtains, arc, coupoles, fours à pain, poêles de masse ou poêles à inertie, etc.
Les briques de terre crue compressées sont utilisées pour les structures extérieures et enduites des deux côtés (extérieur en chaux/sable et intérieur en terre ou plâtré). Pour une pertinence de construction, il faut aujourd'hui favoriser son intégration dans le bâti, mais à l'intérieur et utiliser un mur manteau dit parfois ITE (Isolation Thermique Extérieure) afin d'obtenir les meilleurs résultats thermiques. Cependant, il est nécessaire de prendre des matériaux isolants naturels favorisant la migration de la vapeur d'eau. Le cas échéant, on peut générer des désordres dans les matériaux et cela deviendrait contre-productif dans le bilan général de la construction.